# 輪島駅
輪島駅（わじまえき）は、かつて石川県輪島市河井町にあった、のと鉄道七尾線の駅。同線の終着駅であったが、2001年に七尾線の穴水駅 - 当駅間が廃止されたのに伴い廃駅となった。
廃止後、駅跡は整備され道の駅輪島「ふらっと訪夢」となっている。現在の施設は当該項目を参照。

## 歴史
- 1935年（昭和10年）7月30日：鉄道省（国鉄）七尾線 穴水駅 - 当駅間開通と同時に開業[1][3]。一般駅[1][3]。
- 1976年（昭和51年）4月1日：貨物の取扱を廃止[1][3]。
- 1977年（昭和52年）7月15日：駅舎を改築[5]。
- 1979年（昭和54年）4月10日：みどりの窓口を設置[6]。
- 1985年（昭和60年）3月14日：荷物扱い廃止[3]。
- 1987年（昭和62年）4月1日：国鉄分割民営化により西日本旅客鉄道（JR西日本）の駅となる[3]。
- 1991年（平成3年）9月1日：JR西日本七尾線 七尾駅 - 当駅間がのと鉄道に転換[3]。同社の駅となる[3]。
- 2001年（平成13年）4月1日：のと鉄道七尾線 穴水駅 - 当駅間廃止により廃止[1][4]。

## 駅構造
晩年には駅舎側のホーム1面と線路1線のみ使用していて、夜間滞泊も設定されていなかった。全盛期にはホーム2面3線を有し、蒸気機関車が運行されていたころは転車台、給水塔も設けられていた。

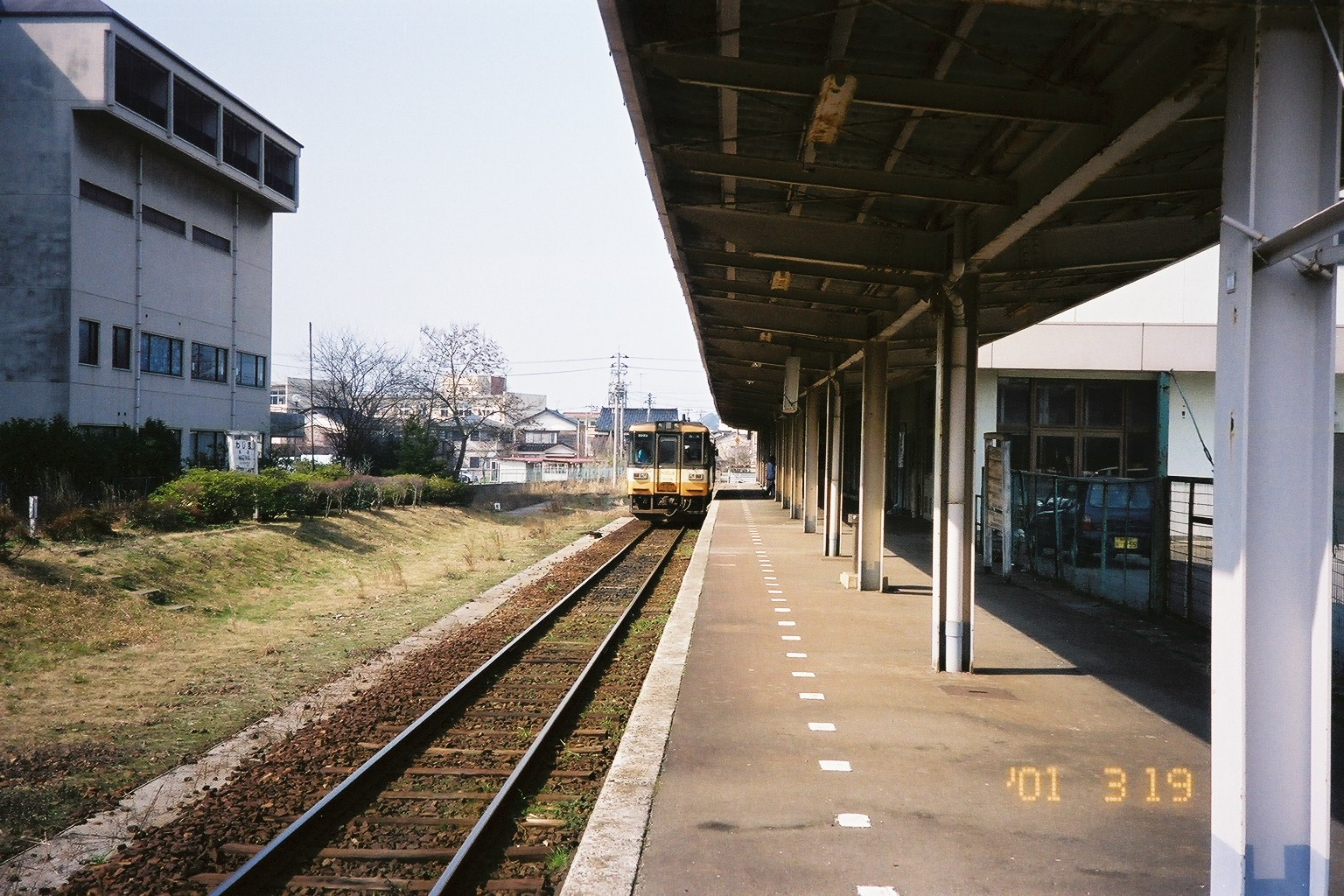
廃止直前のホーム（2001年）

## 利用状況
「石川県統計書」によると、廃止前までの1日平均乗車人員は以下の通り。
| 年度   | 1日平均 乗車人員 |
| ------ | ---------------- |
| 1990年 | 455              |
| 1991年 | 491              |
| 1992年 | 494              |
| 1993年 | 464              |
| 1994年 | 439              |
| 1995年 | 343              |
| 1996年 | 376              |
| 1997年 | 323              |
| 1998年 | 307              |
| 1999年 | 298              |
| 2000年 | 304              |

## 駅周辺
駅の裏側に文化会館があり、駅前を石川県道が通っていた。高校・小学校・工芸会館・朝市横丁は駅北側、市役所は駅西側、運動公園・中学校・自衛隊基地は駅東側にある。なお、輪島港や輪島温泉は駅からやや離れた所にある。
- 輪島市役所
- 輪島市文化会館
- 金沢地方検察庁輪島支部・輪島区検察庁・珠洲区検察庁
- 輪島税務署
- 航空自衛隊輪島分屯基地
- 輪島塗会館
- 輪島朝市横丁
- 輪島市マリンタウン競技場
- 輪島キリコ会館
- みなとオアシス輪島マリンタウン
- 輪風の宿 満月[8]
- ワイプラザ輪島
- のと共栄信用金庫 輪島支店
- 石川県立輪島高等学校
- 輪島市立輪島中学校
- 輪島市立河井小学校
- 一本松総合運動公園[9] - 桜の名所でもある[10]。
- 重蔵（じゅうぞう）神社
- 国道249号
- 石川県道1号七尾輪島線
- 河原田川

## その他
- 使用されなくなったホームに立っていた駅名標の次駅の欄には、日本海を指す方向に「シベリア」と書かれている。元々空白だった所に「シベリア」といたずら書きされていたのを、当時の駅長の配慮で正式な表記とされ[11]、駅の名物となった。駅跡地に整備された道の駅輪島には当駅をイメージした小さなモニュメントがあり、「シベリア」表記まで再現された駅名標のレプリカが設置されている[11]。
- ホテル高州園（現・ホテルこうしゅうえん）のテレビCMには当駅の駅名標を基にした駅名標[注釈 2]が登場し、当時の社長が駅長役として出演したものがあった。なお、このCMは数本が作られ、1980年代から2000年代まで長らく放映された。

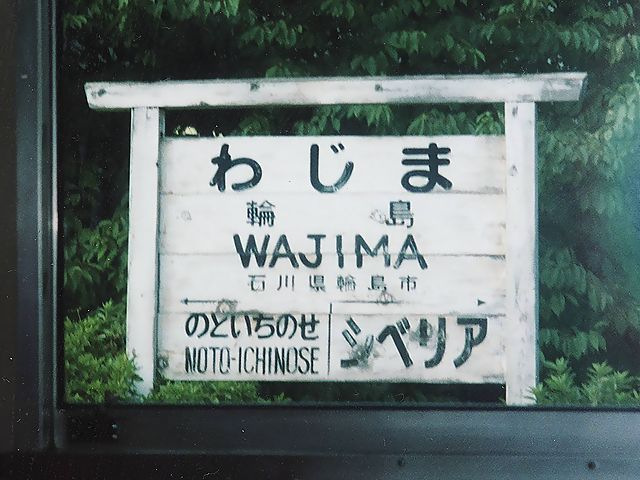
廃止前の駅名標
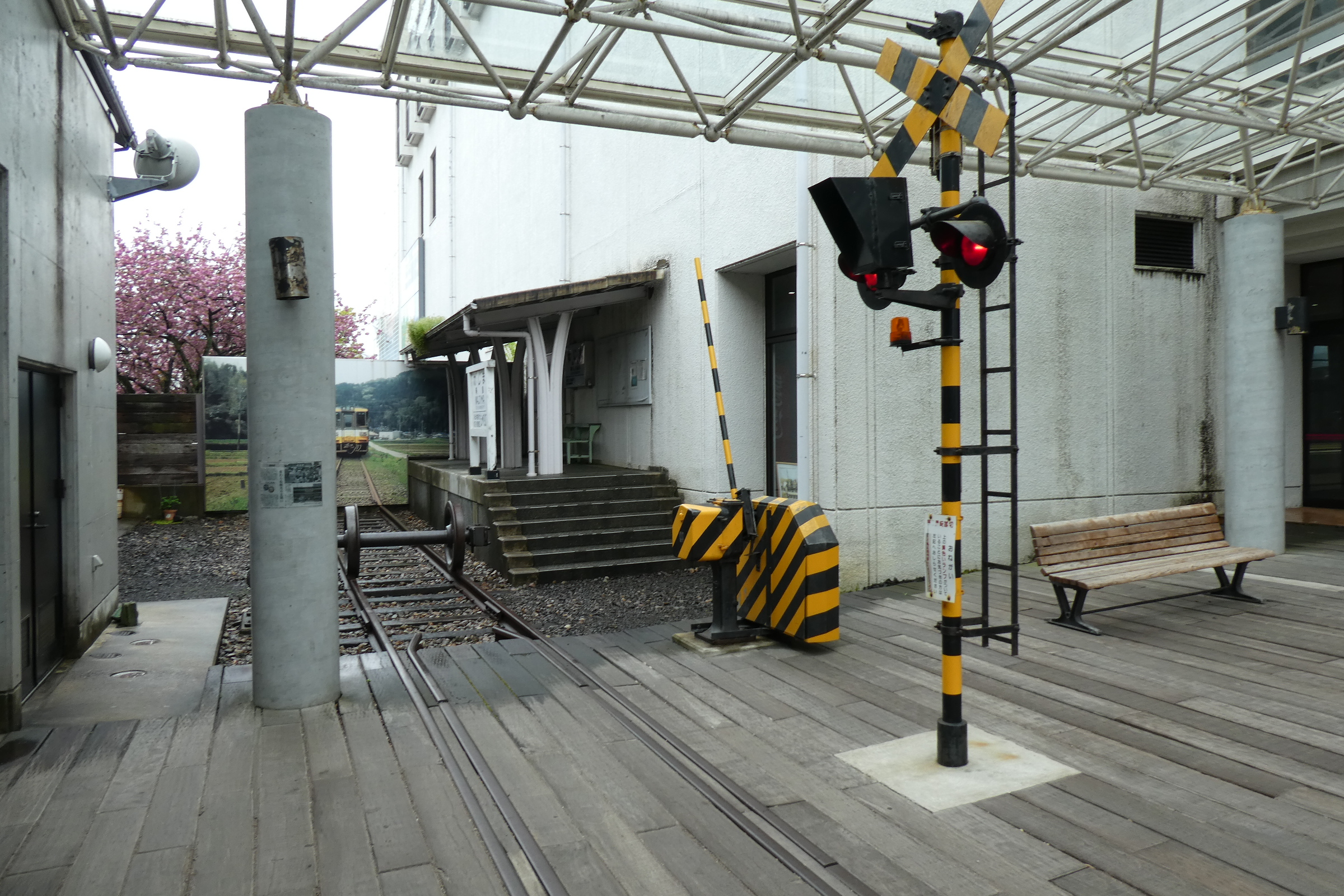
輪島駅をイメージしたモニュメント（2019年、道の駅輪島）

## 隣の駅
のと鉄道
七尾線（廃線部分）
能登市ノ瀬駅 - 輪島駅